# Amphicnaeia strandi
Amphicnaeia strandi là một loài bọ cánh cứng trong họ Cerambycidae.